# Chromatische Fantasie und Fuge (Bach)
Die Chromatische Fantasie und Fuge in d-Moll (BWV 903) ist ein Werk für Cembalo bzw. Klavier von Johann Sebastian Bach. Als Entstehungszeit wird Bachs Zeit in Köthen (1717–1723) vermutet. Das Stück gehört zu Bachs bedeutenden Kompositionen und galt schon zu seiner Zeit als einzigartiges Meisterwerk.

## Struktur
Die Fantasie beginnt als Toccata mit schnellen, auf und ab wogenden Läufen in Zweiunddreißigsteln sowie gebrochenen Akkorden in Sechzehnteltriolen, bei denen oft verminderte Septakkorde im Halbtonabstand aneinandergereiht werden. Der zweite Teil ist eine Folge von sehr frei und weit modulierenden ruhig schreitenden Akkorden, die schon in den ältesten Abschriften mit „Arpeggio“ überschrieben sind, also eine gebrochene Ausführung verlangen. Der dritte Teil ist mit „Rezitativ“ überschrieben und enthält eine mit vielen verschiedenen Verzierungen angereicherte, stark expressive Melodienführung. In diesem Teil finden sich auffällige enharmonische Verwechslungen, die die wohltemperierte Stimmung der Tasteninstrumente zu Bachs Köthener Zeit voraussetzen. Das Rezitativ geht in eine Schlusspassage chromatisch absinkender verminderter Septakkorde über dem Orgelpunkt D über.
Das Thema der Fuge beginnt mit einer in Halbtonschritten aufsteigenden Linie von a nach c, hier also von der Terz zur Quinte der zu d-Moll parallelen Dur-Tonart F-Dur, schwenkt von dort mit einer erneuten chromatisch von e bis g aufsteigenden Linie nach g-moll über und moduliert von dort zurück zur Haupttonart d-moll:
Aus den charakteristischen chromatisch aufsteigenden Linien des Fugenthemas ergab sich der spätere, nicht von Bach stammende Namenszusatz „chromatisch“ für das gesamte Werk.

## Rezeption und Interpretation
Der virtuose und improvisatorische Toccatenstil der Fantasie, bei dem sich beide Hände rasch abwechseln, die Tonart d-Moll und der expressive, tonartlich experimentelle Charakter stellen das Werk der bekannten Toccata und Fuge d-Moll (BWV 565) an die Seite. Mit ihr gehört das Werk zu den außergewöhnlichen und daher besonders beliebten Kompositionen Bachs für Tasteninstrumente. Diese Einschätzung teilten schon Bachs Zeitgenossen. Sein Sohn Wilhelm Friedemann Bach, der selbst ein ausgezeichneter Improvisator war, meinte, das Werk „bleibe schön in alle saecula“. Der erste Biograph Bachs, Johann Nikolaus Forkel, schrieb: „Unendliche Mühe habe ich mir gegeben, noch ein Stück dieser Art von Bach aufzufinden. Aber vergeblich. Diese Fantasie ist einzig und hat nie ihresgleichen gehabt.“
Das Werk wurde im 19. Jahrhundert ein Paradebeispiel der romantischen Bach-Interpretation. Felix Mendelssohn Bartholdy, der Begründer der Bach-Renaissance, spielte die Fantasie im Februar 1840 und 1841 in einer Konzertreihe im Leipziger Gewandhaus und begeisterte damit das Publikum. Er führte diese Wirkung auf seine freie Interpretation der Arpeggien der Fantasie zurück. Dabei nutzte er die Klangeffekte des damaligen Konzertflügels durch eine differenzierte Dynamik, das Hervorheben von Spitzentönen, den exzessiven Gebrauch des Klangpedals und verdoppelte Bassnoten. Diese Interpretation wurde zum Vorbild für den dritten Satz (Adagio) der zweiten Sonate Mendelssohns für Cello und Klavier (op. 58, entstanden 1841–1843): Darin ergeben die Spitzentöne des ausnotierten Klavier-Arpeggios eine Choralmelodie, während das Cello ein ausgedehntes Rezitativ spielt, das dem Rezitativ der Bachschen Chromatischen Fantasie ähnelt und deren Schlusspassage zitiert.
Diese romantische Deutung wirkte schulbildend: Seitdem nahmen viele berühmte Pianisten und Komponisten, darunter Franz Liszt und Johannes Brahms, dieses Werk Bachs als wirkungsvolle Demonstration von Virtuosität und Expressivität in ihr Konzertrepertoire auf. Es wurde in vielen Ausgaben mit interpretierenden Zusätzen und Spielanweisungen nachgedruckt. Der romantische Bach-Interpret Ferruccio Busoni etwa unterschied in seiner Werkausgabe die Schlusspassage als Coda vom Rezitativ. Von Max Reger stammt eine spätromantische Orgel-Bearbeitung. Auch nach der Rückwendung zu historischen Instrumenten und Werktreue blieb es eines der beliebtesten Konzertstücke und am meisten auf Tonträgern aufgenommenen Werke Bachs.
Eine romantische Deutung vertreten Edwin Fischer, Wilhelm Kempff und Samuil Feinberg, zum Teil auch noch Alfred Brendel auf dem Konzertflügel sowie Wanda Landowska auf dem Cembalo. Eine entromantisierte, den Gebrauch des Klavierpedals vermeidende, gleichwohl brillant-klangvolle Deutung mit eigenwilligen überraschenden Akzenten vertritt Glenn Gould, der viele neuere Pianisten wie András Schiff und Alexis Weissenberg beeinflusst hat. Die Pianistin Agi Jambor verbindet romantische Klangfülle und Farbigkeit mit klarer Stimmführung und hebt die strukturellen Beziehungen hervor. 1940 komponierte Kaikhosru Shapurji Sorabji eine virtuose Paraphrase der Fantasie.

## Transkriptionen
Die chromatische Fantasie und Fuge wurden auch für klassische Gitarre bearbeitet. Jaco Pastorius spielte den Anfangsteil der Fantasie auf dem E-Bass auf dem Album „Word of Mouth“ (1981).
2015 veröffentlichte der Friedrich Hofmeister Musikverlag in eine Transkription der Chromatischen Fantasie für Violoncello, erstellt von Johann Sebastian Paetsch. Rachel Laurin spielte ihre eigene Orgeltranskription auf der von Beckerath-Orgel von St. Joseph’s Oratory in Montréal ein.